# Apnée de l'e-mail
L'apnée de l'e-mail ou « apnée de l'écran » est un terme utilisé par l'écrivaine et bloggeuse américaine Linda Stone pour décrire le fait que, selon elle, un grand nombre de personnes se retrouveraient quelques instants en apnée ou respireraient de manière intermittente sous l'effet du stress quand elles écrivent un e-mail, travaillent ou jouent sur un ordinateur ou un smartphone. Les conclusions de sa tribune originelle, intitulée « Just Breathe: Building the case for Email Apnea » et publiée en 2008 sur la version américaine du Huffington Post, ont ensuite été reprises par de nombreux sites internet de par le monde,.

## Affirmation de Linda Stone
Selon Linda Stone, une ex-salariée de la société Apple, jusqu'à 80 % des utilisateurs d'ordinateurs, de tablettes ou de smartphones personnes cesseraient de respirer ou respireraient de manière intermittente quand elles écrivent un email ou travaillent sur ces appareils,.

## Critique méthodologique
Selon l'otorhinolaryngologiste français Jacques Samson, aucun des articles qui reprennent les affirmations de Stone « ne semble sérieusement documenté ni basé sur la moindre étude sérieuse » et ces « apnées » ne seraient pas nécessairement corrélées à une forme de stress étant donné que « les pauses respiratoires peuvent (…) aider à la concentration en focalisant l'attention l'espace d'un instant ».